# Montigny-le-Tilleul
Montigny-le-Tilleul (valonă Montgneye-Tiyoû) este o comună francofonă din regiunea Valonia din Belgia. Comuna Montigny-le-Tilleul este formată din localitățile Montigny-le-Tilleul și Landelies. Suprafața sa totală este de 15,10 km². La 1 ianuarie 2008 avea o populație totală de 10.169 locuitori. 
Comuna Montigny-le-Tilleul se învecinează cu comunele Thuin, Charleroi, Fontaine-l'Évêque și Ham-sur-Heure-Nalinnes.

## Localități înfrățite
- Franța: Vincennes;
- Italia: Montereale Valcellina.